# سیگورد گریگ
سیگورد گریگ (انگلیسی: Sigurd Grieg; ۲۲ اوت ۱۸۹۴ – ۳ نوامبر ۱۹۷۳) انسان‌شناس، و باستان‌شناس اهل نروژ بود.